# マエダ (スーパーマーケット)
株式会社マエダは、青森県むつ市に本社を置く、青森県に出店しているスーパーマーケットチェーンの運営企業である。
同じ青森県に本部を置く八戸市のユニバースと共にCGCグループに加盟し、青森県の主要スーパーマーケットとして県内各地に店舗を展開している。企業規模は県内第3位。

## 沿革
- 1951年（昭和26年）4月 - 青森県川内町で「前田雑穀店」として創業[広報 1]。
- 1958年（昭和33年）4月 - 合資会社の前田商店を設立[広報 1]。
- 1969年（昭和44年）7月 - 株式会社に改組[広報 1]。
- 1977年（昭和52年）5月8日 - 株式会社マエダ百貨店を設立[1]。
- 1985年（昭和60年）4月 - CGCジャパンに加盟[広報 1]。
- 1990年（平成2年）9月3日 - 駐車場の特設会場で開催していた「世界のヘビ・大爬虫類展」で、展示していた体長5メートル、体重40キロ、最大胴回り30センチのアミメニシキヘビがアルミ製の飼育箱から逃げ出す。4日後の7日午後10時ごろ、百貨店近くの川にかかる橋の下の砂地にいるのを通りかかった市民が発見、捕獲した[3]。
- 1997年（平成9年）10月 - マエダポイントカードを導入[広報 1]。
- 1999年（平成11年）10月 - 株式会社マエダへ社名変更し、スーパーマーケットチェーンへ業態を変更[1]。
- 2003年（平成15年）6月 - 2001年12月に閉店した青森市の亀屋みなみチェーン ジョイフルシティみなみ西バイパス店跡にマエダ西バイパス店をオープン。
- 2005年（平成17年）6月 - チルド・グロサリーセンターの稼動を開始[1]。
- 2014年（平成26年）
  - 8月1日 - 同年10月にマエダ、マイヤ、おーばん、フレスコキクチの4社が経営統合すると発表[4]。
  - 10月4日 - マエダ、マイヤ、おーばん、フレスコキクチの4社が経営統合。同時に株式交換により、マークスホールディングスの完全子会社となる。
  - 12月 - 青森市問屋町にマエダテン亭デリカ工場を設立[広報 1]。
- 2015年（平成27年）3月20日 - 五所川原市に五所川原北店を開店。
- 2016年（平成28年）2月 - 青森市問屋町にマエダミートプロセスセンターを設立[広報 1]。
- 2017年（平成29年）12月 - 青森市問屋町にマエダ水産プロセスセンターを設立[広報 1]。
- 2018年（平成30年）
  - 3月 - 「マエダコジカカード電子マネー機能付」により電子マネーCoGCa（コジカ）を導入[広報 1]。
  - 6月 - 上北郡七戸町の佐藤長跡にマエダストア七戸店をオープン。
  - 7月 - 北津軽郡中泊町にマエダストア中泊店をオープン。
  - 8月20日 - 同年9月29日付けで八戸市に展開している株式会社みなとや（スーパーみなとや）の全株を取得し、子会社になったあと、みなとや9店舗を順次マエダに切り替えることを発表。従業員はマエダ移行後もそのまま雇用。これより青森県内店舗数は41店舗でユニバースを抜き最大店舗になるとともに八戸市に初出店する。[5]
  - 11月 - 「みなとや」からの転換により八戸市にマエダストア売市店、白銀大久保店、鮫店、湊中道店、日計店オープン。
  - 12月 - 「みなとや」からのリニューアルで八戸市にマエダストア青葉店をオープン。
- 2019年（平成31年／令和元年）
  - 11月 - マエダストア青葉店が建物老朽化のため閉店。「みなとや」からの転換店としては初の閉店。わずか1年ほどの営業となった。
  - 12月 - マエダストア売市店完全リニューアル。「みなとや」から転換のマエダストア湊中道店が建物老朽化のため閉店。
- 2020年（令和2年）1月 - マエダストア大久保店リニューアルオープン。
- 2022年（令和4年）
  - 4月 - 下北郡東通村に小型店舗形態のプチマート東通店をオープン。
  - 10月 - 本部を青森市第二問屋町に移転。
  - 12月 - 十和田市にマエダストア十和田元町店をオープン。
- 2023年（令和5年）
  - 4月3日- 七戸町にプチマート天間林店をオープン。
  - 5月7日 - マエダストアガーラモール店が、ガーラモールA棟の20年間の賃貸借契約終了に伴い閉店[6]。

## 店舗
各店舗の詳細は公式サイト「株式会社マエダ　店舗案内」を参照。

#### 広報資料・プレスリリースなど一次資料
1. 1 2 3 4 5 6 7 8 9 10 11 12 13  “株式会社マエダ 会社案内”.   株式会社マエダ. 2023年3月25日閲覧。